# Kuan Jü
Kuan Jü (Guan Yu) kínai hadvezér. Születésének ideje nem ismert, de 219 őszén halt meg. A három királyság románcából ismerjük életének jelentős részét. Xie megyében született, Hedong városában (mai Yucheng). A késő Qin dinasztia idején megtalálták a sírját, és mint kiderült, értelmiségi családból származott, ellentétben a könyvben leírtaktól.

Szülőhelyét el kellett hagynia, mert kegyetlensége miatt egy helyi hivatalnokot megölt, ekkor 23 éves kora körül járhatott. Majd 5 évvel később csatlakozott Liu Pejhez, aki sereget toborzott a sárgaturbános felkelés leverésére, találkozásuk napján Kuan Jü, Liu Bei és Zhang Fei testvériséget fogadtak. Harcban nem akadt párja. Mikor a tartományurak szembeszegültek Dong Zhou főminiszterrel, több tábornokot győzött le és a páratlan Lu Bu-val is megküzdött egyenrangúként. Cao Cao, az új főminiszter a császárt bábként használva nyíltan szembehelyezkedett Liu Pejjel. Miután Zhang Fei lerészegedik, elűzik Xiaopeiből és Cao Cao szerzi meg a várost. Liu Bei nem térhet vissza, és így Kuan Jü marad a két feleségével (túszok). Cao Cao tisztelettel bánik vele és megkéri: segítse őt a Yuan Shao elleni harcban. Miután Kuan Jü értesült hogy Liu Bei életben van, elindult hozzá, két feleségével együtt, de Cao Cao egyik tisztje a császárt használva egy dekrétumban parancsba adta a határ menti tiszteknek, hogy öljék meg, de amaz átvágta magát és sikeresen visszajutott testvéreihez. A jól ismert Vörös sziklák menti csatában foglyul ejtette a menekülő Cao Cao-t, de régi barátságukra emlékezve szabadon engedte, vállalva az esetleges kivégzést. Miután stabilizálódott a Su (蜀) fejedelemség amit Liu Pej hozott létre, Kuan Jü lett a Tigris tábornokok vezetője. Jelentős sikereket ért el, főleg az északi hadjáratai során (pl. Jiangling ostroma). Végül 219-ben Facheng ostrománál Wei és Wu közös erővel legyőzte seregét és kivégeztették, miután nem volt hajlandó megadni magát (ezért a rend védője is lett).

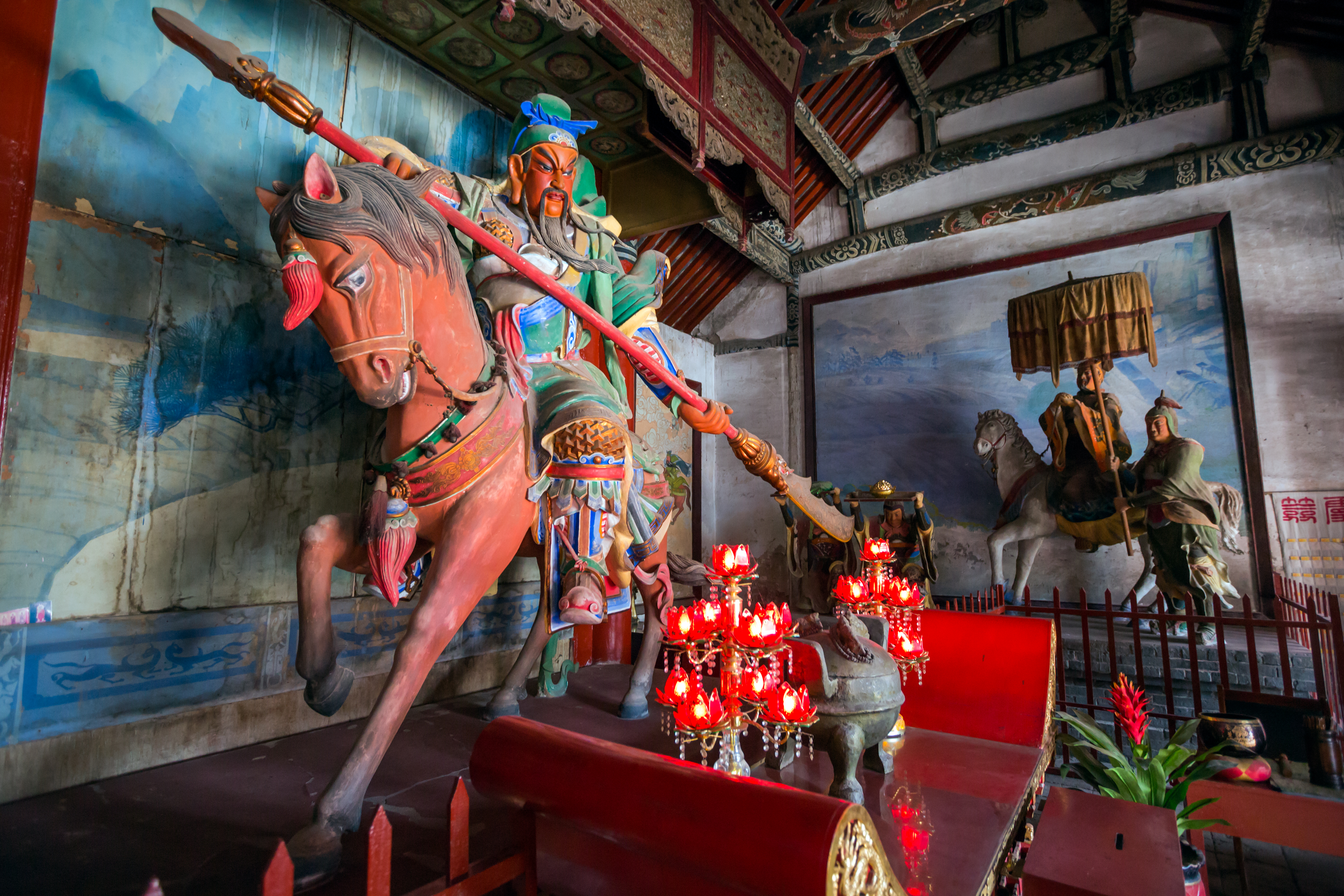
Kuan Jü (Guan Yu) a lován.

Külseje: 180 cm felett kellett lennie (ez akkoriban hatalmas termetnek számított), vörös arca,hosszú fekete szemöldöke és szakálla volt.
A képen látható fegyver a Zöld Sárkány Penge névre hallgatott. Ez a penge 20 kg nehéz volt és ezzel védte saját, valamint ellenfelei becsületét.Egy kínai írás megemlíti, hogy képes volt ezt a pengét úgy pörgetni maga előtt hogy az ellenfelei nem bírták megállítani azt (a határ menti tiszteket is nyilván így ölte meg). A fegyvere miatt (mivel nem csak a saját becsületét védte, hanem ellenfeleiét is) az igazság istenének is tekintik őt.
Kuan Jü halála után szobrot állítottak neki. Az átlagos emberek pedig egy kisebb szobrot készítettek, ezeket kirakva a házuk elé úgy hitték: megvédi őket a gonosztól, valamint az ellenségeiktől.
Kuan Jü tehát sok mindennek az istene: irodalom, igazság, rend, de néhol említik a párbajok istenének is. Kínában rendkívül nagy tiszteletnek örvend.